# Jeux mondiaux
Les Jeux mondiaux (en anglais : World Games) sont un événement multi-sport, regroupant des disciplines qui ne sont pas inscrites au programme des Jeux olympiques. Ils se sont tenus pour la première fois en 1981. Les Jeux mondiaux sont organisés par l'Association internationale des Jeux mondiaux (International World Games Association, IWGA), reconnue, elle, par le Comité international olympique (CIO).
Les disciplines incluses aux Jeux mondiaux doivent s'adapter aux infrastructures présentes dans la ville hôte, aucune nouvelle infrastructure ne doit être construite pour les jeux. En général, 25 à 35 sports sont présents par édition. Une compétition est organisée pour les sports classés comme « démonstration » mais aucune médaille n'est remise. Même si un sport est reconnu par l'IWGA, il peut toujours être classé « démonstration » par la ville hôte.
Certains de ces sports furent présents au programme des Jeux olympiques en démonstration (comme le bowling) ou furent même disciplines olympiques dans le passé (comme le tir à la corde). Depuis le 12 août 2004, avoir participé aux Jeux mondiaux précédents fait partie des critères d'évaluation utilisés pour sélectionner les nouveaux sports olympiques adoptés par le CIO. C'est pourquoi les Jeux mondiaux sont souvent considérés comme l'antichambre des Jeux olympiques. L'idée a même été émise de transformer ces Jeux mondiaux en Jeux olympiques du printemps pour pallier le problème d'intégration de nouveaux sports dans le programme officiel des JO.

## Villes hôtes

Ancien logo jusqu'en 2021.

| Édition | Année | Hôte                                    | Dates                      | Nations | Athlètes     | Sports  |
| ------- | ----- | --------------------------------------- | -------------------------- | ------- | ------------ | ------- |
| 1re     | 1981  | Santa Clara, États-Unis (1)             | 25 juillet – 15 août 1981  | 58      | 1400 ou 1546 | 15      |
| 2e      | 1985  | Londres, Royaume-Uni                    | 25 juillet – 4 août 1985   | 51      | 1410         | 20      |
| 3e      | 1989  | Karlsruhe (1), Allemagne de l'Ouest (1) | 20 – 30 juillet 1989       | 50      | 1359         | 18      |
| 4e      | 1993  | La Haye, Pays-Bas                       | 21 juillet – 1er août 1993 | 67      | 2026         | 21      |
| 5e      | 1997  | Lahti, Finlande                         | 7 – 17 août 1997           | 70      | 2016         | 20      |
| 6e      | 2001  | Akita, Japon                            | 16 – 26 août 2001          | 80      | 2380         | 22      |
| 7e      | 2005  | Duisbourg, Allemagne (2)                | 14 – 24 juillet 2005       | 93      | 3149         | 26      |
| 8e      | 2009  | Kaohsiung, Taipei chinois (Taïwan)      | 16 – 26 juillet 2009       | 84      | 2908         | 25      |
| 9e      | 2013  | Cali, Colombie                          | 25 juillet – 4 août 2013   | 91      | 3103         | 26      |
| 10e     | 2017  | Wrocław, Pologne                        | 20 – 30 juillet 2017       | 102     | 3430         | 27      |
| 11e     | 2022  | Birmingham, États-Unis (2)              | 7 – 17 juillet 2022        | 99      | 3457         | 30      |
| 12e     | 2025  | Chengdu, Chine                          | 7 – 17 août 2025           | À venir | À venir      | 35      |
| 13e     | 2029  | Karlsruhe (2), Allemagne (3)            | 19 – 29 juillet 2029       | À venir | À venir      | À venir |

## Sports
La liste des sports pratiqués aux Jeux mondiaux - et de leur fédération - est la suivante : 

### Sports officiels
Sports artistiques et de danse :
- Danse sportive (WDSF)
  - Breakdance
  - Danse latine
  - Danse Rock'n'Roll
  - Danse standard
- Gymnastique (FIG) 
  - Gymnastique acrobatique
  - Gymnastique aérobic
  - Gymnastique rythmique
  - Parkour
  - Trampoline
  - Tumbling
- Roller artistique (World Skate)

Sports de balle :
- Canoë-kayak (FIC)
  - Kayak-polo
- Crosse féminine (World Lacrosse)
- Fistball (IFA)
- Floorball (IFF)
- Handball (IHF)
  - Beach handball (article dédié)
- Korfbal (IKF)
- Racquetball (IRF)
- Softball (WBSC)
- Squash (WSF)

Arts martiaux :
- Ju-jitsu (JJIF)
  - Duo
  - Combat
  - Équipe
  - Ne waza
- Karaté (FMK)
  - Kata
  - Kumite
- Kick-boxing (W.A.K.O)
- Muay-thaï (IFMA)
- Sumo (IFS)
- Wushu (IWUF)
  - Taolu

Sports de précision :
- Billard (WCBS)
  - Billard américain
  - Billard français
  - Snooker
- Boules (FMBP)
  - Boules lyonnaises
  - Pétanque
- Bowling (World Bowling)
- Tir à l'arc (World Archery)
  - Tir à l'arc en campagne
  - Tir à l'arc sur cible

Sports de force :
- Force athlétique (IPF)
- Tir à la corde (TWIF)

Sports tendance :
- Canoë-kayak (FIC)
  - Marathon
- Course d'orientation (IOF)
- Disque-volant (WFDF)
  - Ultimate
- Escalade (IFSC)
  - Escalade de bloc
  - Escalade de difficulté
  - Escalade de vitesse
- Nage avec palmes (CMAS)
- Roller (World Skate) 
  - Roller de vitesse
  - Roller in line hockey
- Sauvetage sportif en piscine (ILSF)
  - Piscine
- Ski nautique & Wakeboard (IWWF)
  - Ski nautique
  - Wakeboard
- Sport aérien (FAI)
  - Course de drones
  - Parachutisme

### Anciens sports officiels
- Badminton (BWF) - devenu sport olympique en 1992
- Baseball (WBSC) - devenu sport olympique de 1992 à 2008 et en 2020.
- Boules (CMSB)
  - Raffa (boules) (en)
- Bowling (World Bowling)
  - Ninepin Bowling Classic
- Casting (ICSF)
- Culturisme (IFBB)
- Cyclisme (UCI)
  - Cyclisme artistique
  - Cycle-ball
- Danse sportive (WDSF)
  - Danse salsa
- Disque-volant (WFDF)
  - Disc golf
- Haltérophilie féminine (Fédération internationale d'haltérophilie) - devenu sport olympique en 2000.
- Netball (INF)
- Roller (World Skate) 
  - Rink hockey (remplacé par le roller in line hockey à partir de 2005[5])
- Rugby à sept (World Rugby) - devenu sport olympique en 2016.
- Sambo (FIAS)
- Sauvetage sportif (ILSF)
  - Combiné
  - Plage
- Ski nautique & Wakeboard (IWWF)
  - Barefoot
  - Téléski nautique
- Sport aérien (FAI)
  - Paramoteur
  - Parapente
  - Voltige aérienne
- Taekwondo (World Taekwondo) - devenu sport olympique en 2000
- Triathlon (World Triathlon) - devenu sport olympique en 2000
- Volley-ball (FIVB)
  - Beach-volley - devenu sport olympique en 1996

### Sports de démonstration
- Aïkido (IAK)
- Aviron indoor (FISA)
- Boomerang
- Duathlon (World Triathlon)
- Canoë-kayak (FIC)
  - Bateau-dragon
- Crosse masculine (World Lacrosse)
- Football américain (IFAF)
- Gateball (WGU)
- Hockey en salle (FIH)
- Minigolf(Bahn Golf) (WMSF)
- Pentathlon militaire (CISM)
- Pesäpallo
- Rugby-fauteuil (IWRF) - devenu sport paralympique en 2000
- Sport équestre (FEI)
  - Voltige en cercle
- Sport motocycliste (FIM)
  - Moto-cross
  - Speedway
  - Trial en intérieur
- Tchoukball
- Twirling bâton
- Water-polo féminin (FINA) - devenu sport olympique en 2000
- Wushu (IWUF)
  - Sanda

## Tableau des médailles depuis 1981
Mis à jour après les Jeux mondiaux de 2022
| Rang | Nation                      | Or  | Argent | Bronze | Total |
| ---- | --------------------------- | --- | ------ | ------ | ----- |
| 1    | Italie                      | 167 | 168    | 153    | 488   |
| 2    | Allemagne                   | 160 | 119    | 153    | 432   |
| 3    | États-Unis                  | 159 | 148    | 119    | 426   |
| 4    | Russie                      | 136 | 111    | 72     | 319   |
| 5    | France                      | 114 | 116    | 121    | 351   |
| 6    | Chine                       | 77  | 59     | 28     | 164   |
| 7    | Royaume-Uni                 | 65  | 65     | 94     | 224   |
| 8    | Japon                       | 65  | 49     | 65     | 179   |
| 9    | Ukraine                     | 60  | 59     | 54     | 173   |
| 10   | Espagne                     | 48  | 48     | 49     | 145   |
| 11   | Suède                       | 44  | 43     | 56     | 143   |
| 12   | Pays-Bas                    | 42  | 45     | 54     | 141   |
| 13   | Corée du Sud                | 42  | 24     | 30     | 96    |
| 14   | Belgique                    | 41  | 43     | 46     | 130   |
| 15   | Colombie                    | 38  | 50     | 31     | 118   |
| 16   | Australie                   | 35  | 52     | 45     | 132   |
| 17   | Taipei chinois              | 34  | 39     | 37     | 110   |
| 18   | Hongrie                     | 28  | 21     | 33     | 82    |
| 19   | Canada                      | 26  | 29     | 40     | 95    |
| 20   | Suisse                      | 25  | 34     | 20     | 79    |
| 21   | Danemark                    | 24  | 13     | 15     | 52    |
| 22   | Pologne                     | 18  | 20     | 30     | 68    |
| 23   | Autriche                    | 17  | 24     | 21     | 68    |
| 24   | Brésil                      | 17  | 14     | 18     | 49    |
| 25   | Norvège                     | 16  | 20     | 34     | 70    |
| 26   | Union soviétique            | 15  | 13     | 8      | 36    |
| 27   | Bulgarie                    | 15  | 4      | 12     | 31    |
| 28   | Biélorussie                 | 14  | 8      | 26     | 48    |
| 29   | Mexique                     | 12  | 11     | 18     | 41    |
| 30   | Finlande                    | 11  | 23     | 25     | 59    |
| 31   | Tchéquie                    | 11  | 17     | 22     | 50    |
| 32   | Nouvelle-Zélande            | 10  | 14     | 12     | 36    |
| 33   | Égypte                      | 9   | 14     | 18     | 41    |
| 34   | Thaïlande                   | 8   | 13     | 8      | 29    |
| 35   | Slovénie                    | 7   | 13     | 11     | 31    |
| 36   | Israël                      | 7   | 4      | 11     | 22    |
| 37   | Afrique du Sud              | 6   | 10     | 18     | 34    |
| 38   | Slovaquie                   | 6   | 9      | 10     | 25    |
| 39   | Croatie                     | 6   | 9      | 8      | 23    |
| 40   | Portugal                    | 6   | 8      | 12     | 26    |
| 41   | Kazakhstan                  | 6   | 4      | 7      | 17    |
| 42   | Grèce                       | 5   | 11     | 7      | 23    |
| 43   | Argentine                   | 5   | 9      | 16     | 30    |
| 44   | Venezuela                   | 5   | 9      | 12     | 26    |
| 45   | Roumanie                    | 5   | 9      | 4      | 18    |
| 46   | Indonésie                   | 5   | 4      | 7      | 16    |
| 47   | Vietnam                     | 5   | 1      | 0      | 6     |
| 48   | Chili                       | 4   | 7      | 5      | 16    |
| 49   | Lituanie                    | 4   | 5      | 8      | 17    |
| 50   | Mongolie                    | 4   | 4      | 3      | 11    |
| 51   | Malaisie                    | 4   | 2      | 6      | 12    |
| 52   | Serbie                      | 4   | 2      | 2      | 8     |
| 53   | Irlande                     | 3   | 4      | 5      | 12    |
| 54   | Estonie                     | 3   | 4      | 1      | 8     |
| 55   | Turquie                     | 3   | 3      | 12     | 18    |
| 56   | Émirats arabes unis         | 3   | 2      | 7      | 12    |
| 57   | Azerbaïdjan                 | 3   | 2      | 3      | 8     |
| 58   | Fidji                       | 3   | 0      | 0      | 3     |
| 59   | Moldavie                    | 3   | 0      | 0      | 3     |
| 60   | Iran                        | 2   | 9      | 3      | 14    |
| 61   | Philippines                 | 2   | 5      | 5      | 12    |
| 62   | Maroc                       | 2   | 4      | 5      | 11    |
| 63   | Singapour                   | 2   | 2      | 2      | 6     |
| 64   | Bosnie-Herzégovine          | 2   | 1      | 3      | 6     |
| 65   | Algérie                     | 2   | 1      | 0      | 3     |
| 66   | Cambodge                    | 2   | 0      | 0      | 2     |
| 67   | Hong Kong                   | 1   | 3      | 5      | 9     |
| 68   | Luxembourg                  | 1   | 3      | 3      | 7     |
| 69   | Qatar                       | 1   | 3      | 1      | 5     |
| 70   | Ouzbékistan                 | 1   | 2      | 2      | 5     |
| 71   | Équateur                    | 1   | 1      | 5      | 7     |
| 72   | Inde                        | 1   | 1      | 4      | 6     |
| 73   | Pérou                       | 1   | 1      | 3      | 5     |
| 74   | Guatemala                   | 1   | 1      | 0      | 2     |
| 75   | Brunei                      | 1   | 1      | 0      | 2     |
| 76   | Arabie saoudite             | 1   | 0      | 0      | 1     |
| 77   | Costa Rica                  | 1   | 0      | 0      | 1     |
| 78   | Jordanie                    | 0   | 3      | 2      | 5     |
| 79   | Îles Vierges des États-Unis | 0   | 3      | 1      | 4     |
| 80   | Tchécoslovaquie             | 0   | 3      | 0      | 3     |
| 81   | Bahreïn                     | 0   | 2      | 1      | 3     |
| 82   | Côte d'Ivoire               | 0   | 1      | 3      | 4     |
| 83   | Madagascar                  | 0   | 1      | 1      | 2     |
| 84   | République dominicaine      | 0   | 1      | 1      | 2     |
| 85   | Kirghizistan                | 0   | 1      | 1      | 2     |
| 86   | Lettonie                    | 0   | 1      | 0      | 1     |
| 87   | Liechtenstein               | 0   | 1      | 0      | 1     |
| 88   | Saint-Marin                 | 0   | 1      | 0      | 1     |
| 89   | Monténégro                  | 0   | 0      | 3      | 3     |
| 90   | Jamaïque                    | 0   | 0      | 2      | 2     |
| 91   | Bahamas                     | 0   | 0      | 1      | 1     |
| 92   | Monaco                      | 0   | 0      | 1      | 1     |
| 93   | Koweït                      | 0   | 0      | 1      | 1     |
| 94   | Nigeria                     | 0   | 0      | 1      | 1     |
| 95   | Géorgie                     | 0   | 0      | 1      | 1     |
| 96   | Pakistan                    | 0   | 0      | 1      | 1     |
| 97   | Yougoslavie                 | 0   | 0      | 1      | 1     |
| 98   | Salvador                    | 0   | 0      | 1      | 1     |
| 99   | Bolivie                     | 0   | 0      | 1      | 1     |
| 100  | Panama                      | 0   | 0      | 1      | 1     |
| 101  | Tunisie                     | 0   | 0      | 1      | 1     |